# Alerta máxima
Alerta máxima es una película de 1992, dirigida por Andrew Davis, protagonizada por Steven Seagal, Tommy Lee Jones, Gary Busey y Erika Eleniak en los papeles principales y basada en la novela Dreadnought, de J. F. Lawton, también guionista de la película.
Fue galardonada con el premio BMI 1993, y el premio Golden Reel Award 1993 y tuvo una secuela en 1995, Alerta máxima 2.

## Argumento
En los albores de la Guerra del Golfo, el presidente George H.W. Bush acude a la ceremonia donde el acorazado USS Missouri emprenderá su último viaje para ser puesto fuera de servicio. Casey Ryback, un suboficial ahora convertido en cocinero, prepara la fiesta de cumpleaños del capitán de navío Adams. Ryback mantiene una profunda animadversión con el comandante Krill, el cual había planeado una fiesta por su cuenta con la intención de que Ryback no participara en ella.
El principal aliciente de la fiesta es la llegada de un grupo de músicos liderado por William Stranix, este llega acompañado de Jordan Tate, una playmate que debe de salir del interior de una tarta. Durante la fiesta, Stranix y su banda comienzan a tocar hasta que Stranix mata al oficial de mayor rango que permanecía en la sala. Mientras tanto, Krill elimina al capitán, revelándose que Stranix y Krill se unen para tomar control de la nave; Krill había ordenado encerrar a Ryback en la cámara frigorífica para evitar que desbaratara los planes. Stranix resulta ser un exagente de la CIA que liderando una banda de mercenarios se apodera de la sala de mandos y ordena apresar a toda la tripulación del barco.
Stranix contacta con el Alto Mando de los Estados Unidos, el cual se reúne de urgencia al perder la comunicación con el Missouri. Stranix revela que tiene los códigos de lanzamiento de los misiles nucleares del buque y proclama su venganza contra su anterior mando por intentar asesinarlo en una operación encubierta. En realidad, el objetivo de Stranix es transportar el armamento nuclear a tierra en un submarino y venderlo en el mercado negro.
Al oír los disparos, Ryback consigue escapar de la cámara, descubriendo su paradero Krill y Stranix. Este envía dos mercenarios los cuales son eliminados por Ryback; Stranix y Krill descubren que Ryback es un Navy SEAL de élite que operaba como cocinero por estar sancionado por insubordinación. Ryback llega a la sala de la fiesta donde conoce a Jordan, la cual tampoco sabe qué está pasando. Ryback consigue comunicarse con el almirante Bates e informarle de la situación; el Alto Mando envía entonces a un equipo de SEALs para tomar el control del buque, sin embargo son derribados por el sistema de misiles del Missouri. Debido a esto Ryback se convierte en la única esperanza del Alto Mando para recuperar el control del navío.
Ante los problemas que comienza a causarles Ryback, Krill tiene la idea de ordenar inundar la sala donde se encontraba encerrada la tripulación del buque, actuando como cebo creyendo que Ryback acudiría a salvarlos. Ryback y Jordan acuden a rescatar a sus compañeros, aguardados por los mercenarios de Stranix. Tras desatarse un tiroteo, Ryback consigue liberar a los rehenes. Ante esta situación Stranix decide contactar con el submarino para poner a salvo el artefacto nuclear cuanto antes; Krill se encarga personalmente de la tarea y se interna al submarino. Ryback y sus aliados deciden tomar control manual de los cañones del Missouri con el objetivo de hundir el submarino. Krill y el submarino tratan de alejarse lo máximo posible pero cuando parecían que ya estaban fuera de su alcance, Krill y el submarino son alcanzados de lleno.
Stranix comienza a perder la estabilidad debido a las acciones de Ryback. Decide introducir él mismo los códigos de lanzamiento de los misiles con el objetivo de chantajear al Alto Mando. Ryback, Jordan y sus demás aliados acuden a la sala de mandos donde se oculta Stranix. Se desata un tiroteo entre los hombres de Stranix los cuales querían escapar del barco y la tripulación del buque, mientras tanto, Ryback se infiltra en la sala de mandos y confronta directamente a Stranix. Ambos se enfrentan a cuchillo, acabando finalmente Ryback con él. Este informa sobre el fin del secuestro del Missouri; la tripulación aguarda entonces la llegada de las tropas estadounidenses mientras Ryback y Jordan se besan.

## Reparto
| Actor                | Personaje                             |
| -------------------- | ------------------------------------- |
| Steven Seagal        | Casey Ryback                          |
| Tommy Lee Jones      | William Stranix                       |
| Gary Busey           | Comandante Peter Krill                |
| Erika Eleniak        | Jordan Tate                           |
| Colm Meaney          | Doumer                                |
| Patrick O'Neal       | Capitán J.T. Adams                    |
| Andy Romano          | Almirante Bates                       |
| Dale Dye             | Capitán Nick Garza                    |
| Nick Mancuso         | Tom Breaker                           |
| Damian Chapa         | Tackman                               |
| Tom Wood             | Soldado raso Nash                     |
| Troy Evans           | Granger                               |
| Dennis Lipscomb      | Trenton                               |
| Bernie Casey         | Comandante Harris                     |
| Glenn Morshower      | Abanderado Taylor                     |
| Raymond Cruz         | Ramirez                               |
| George Cheung        | Un comando, asistente técnico de Pitt |
| Kane Hodder          | Un comando                            |
| Richard Andrew Jones | Pitt                                  |

## Producción
Para hacer posible la película utilizaron el USS Alabama (BB63), que se encuentra en el museo de la Marina de Mobile en Alabama, representó al USS Missouri (BB60). También se utilizó el submarino USS Drum, que también se encuentra en ese museo, para representar el submarino que aparece en la película.
Se rodó la película en su mayor parte en Mobile, Alabama. También se rodó en Fairhope, Alabama, San Francisco, California, y en Chicago, Illinois. Cabe también destacar, que se decidió filmar desde distancia al verdadero barco USS Missouri para que haya más realismo en la película. Para ello filmaron al buque desde el aire en Pearl Harbor, Hawái, y en San Francisco.

## Recepción
En su primera semana la película fue un éxito comercial, recaudando u$s 15.760.003. Mundialmente recaudó u$s 156.563.139. Fue además la película más taquillera de Steven Seagal.
La obra cinematográfica fue también apreciado por la crítica, a la cual le gustó las actuaciones de Tommy Lee Jones y Gary Busey como villanos y el hecho de que, para asumir su papel de cocinero, Steven Seagal tuviera que cortarse su clásica coleta de pelo.
El largometraje fue nominado al Premio Oscar al Mejor Sonido y al Premio Oscar a los Mejores Efectos Sonoros.

## Lanzamientos mundiales
| País                                                                          | Fecha de estreno                |
| ----------------------------------------------------------------------------- | ------------------------------- |
| Alemania                                                                      | Jueves 25 de febrero de 1993    |
| Argentina                                                                     | Jueves 17 de diciembre de 1992  |
| Australia                                                                     | Jueves 26 de noviembre de 1992  |
| Austria                                                                       | Viernes 26 de febrero de 1993   |
| Bélgica                                                                       | Miércoles 10 de febrero de 1993 |
| Belice · Costa Rica · El Salvador · Guatemala · Honduras · Nicaragua · Panamá | Viernes 25 de diciembre de 1992 |
| Bolivia                                                                       | Viernes 25 de diciembre de 1992 |
| Brasil                                                                        | Viernes 18 de diciembre de 1992 |
| Bulgaria                                                                      | Viernes 20 de agosto de 1993    |
| Chile                                                                         | Viernes 25 de diciembre de 1992 |
| Colombia                                                                      | Viernes 25 de diciembre de 1992 |
| Corea del Sur                                                                 | Sábado 7 de noviembre de 1992   |
| Croacia                                                                       | Jueves 1 de abril de 1993       |
| Dinamarca                                                                     | Viernes 12 de marzo de 1993     |
| Egipto                                                                        | Lunes 7 de junio de 1993        |
| Eslovenia                                                                     | Jueves 20 de mayo de 1993       |
| España                                                                        | Viernes 22 de enero de 1993     |
| Estados Unidos · Canadá                                                       | Viernes 9 de octubre de 1992    |
| Filipinas                                                                     | Viernes 8 de enero de 1993      |
| Finlandia                                                                     | Viernes 5 de febrero de 1993    |
| Francia                                                                       | Miércoles 10 de febrero de 1993 |

| País                         | Fecha de estreno                  |
| ---------------------------- | --------------------------------- |
| Grecia                       | Viernes 5 de febrero de 1993      |
| Hong Kong                    | Jueves 8 de abril de 1993         |
| Hungría                      | Jueves 29 de abril de 1993        |
| India                        | Viernes 17 de septiembre de 1993  |
| Indonesia                    | Martes 9 de marzo de 1993         |
| Israel                       | Viernes 19 de febrero de 1993     |
| Italia                       | Viernes 5 de febrero de 1993      |
| Japón                        | Sábado 15 de mayo de 1993         |
| Malasia                      | Jueves 10 de diciembre de 1992    |
| México                       | Viernes 15 de enero de 1993       |
| Noruega                      | Jueves 29 de abril de 1993        |
| Nueva Zelanda                | Sábado 26 de diciembre de 1992    |
| Países Bajos                 | Jueves 18 de febrero de 1993      |
| Perú                         | Viernes 1 de enero de 1993        |
| Polonia                      | Viernes 21 de mayo de 1993        |
| Portugal                     | Viernes 19 de marzo de 1993       |
| Puerto Rico                  | Jueves 15 de octubre de 1992      |
| Reino Unido Irlanda          | Viernes 26 de febrero de 1993     |
| República Checa · Eslovaquia | Jueves 4 de marzo de 1993         |
| Rumania                      | Viernes 16 de julio de 1993       |
| Singapur                     | Jueves 14 de enero de 1993        |
| Sudáfrica                    | Viernes 15 de enero de 1993       |
| Suecia                       | Viernes 22 de enero de 1993       |
| Suiza                        | Viernes 26 de febrero de 1993     |
| Tailandia                    | Sábado 19 de diciembre de 1992    |
| Taiwán                       | Sábado 6 de marzo de 1993         |
| Turquía                      | Viernes 7 de mayo de 1993         |
| Uruguay                      | Miércoles 7 de abril de 1993      |
| Venezuela                    | Miércoles 23 de diciembre de 1992 |